# De razende race
De razende race is het tweehonderdtweeëndertigste stripverhaal uit de reeks van Suske en Wiske. Het is gemaakt door Marc Verhaegen
Het is gepubliceerd in TV Ekspres van augustus 1995 tot en met juli 1996. De eerste albumuitgave in de Vierkleurenreeks was in september 1996, met nummer 249.

## Locaties
- België, Kortrijk, Flanders Indoor Karting, Spa, hotel, badhuis van Spa, Francorchamps, racecircuit Spa-Francorchamps, Botrange in de Hoge Venen, het bos van Hatrai, de rivier de Amblève, het safaripark “Le Monde Sauvage” in Aywaille, de Watervallen van Coo, ven en frituur

## Personages
- Suske, Wiske, tante Sidonia, Lambik, Jerom, professor Barabas, piloot, boeven, agent, pers, publiek, John Speed, bodyguards, Jack, Edgar, Pete Peace (vredesactivist), Sir Arthur Speed (vader John, wapenfabrikant met geldtekort)

## Uitvindingen
- de Vitamitje, airmobiles, zenders, maar een helikoptertje met flaporen, rubberballetjes die reageren op licht, magic box

## Het verhaal
Suske is jarig en de vrienden gaan racen bij “Flanders Indoor Karting” in Kortrijk, ze zien een vliegtuigje in problemen en het crasht in een hoogspanningsmast. Lambik doet zijn rubberen duikpak aan en klimt in de mast, hij kan de piloot veilig naar de grond brengen. De piloot wordt door brutale mannen afgehaald en de vrienden rijden door naar de kartbaan. Als Lambik per ongeluk op iemands voet stapt wordt hij neergeslagen en een agent wil dat hij opstaat. De pers arriveert en de vrienden horen dat John Speed, een Amerikaanse stuntpiloot, deze dag rijdt. Het blijkt de piloot te zijn die Lambik heeft gered uit de hoogspanningsmast en hij schept op over zijn stunts. Lambik vertelt dat hij niet kan vliegen en hij wordt uitgedaagd tot een duel. Lambik racet tegen John en hij wint de wedstrijd, John wil wraak omdat hij zich vernederd voelt. John daagt Lambik uit voor een echte race met start en aankomst in Francorchamps en de pers is geïnteresseerd in Lambik. Hij nodigt hen uit om zijn voorbereiding in Spa te filmen. Lambik ontdekt dat hij daar alleen water mag drinken en hij krijgt een kuur van drie dagen in de Thermen van Spa. De anderen logeren in een hotel. Suske, Wiske en Lambik gaan joggen en Lambik is teleurgesteld als zijn diner uit rauwe streekgroenten blijkt te bestaan. Lambik klimt ’s nachts uit het raam en bestelt eten bij een frietkraam, maar in zijn auto wordt hij overvallen. De volgende ochtend wekt Wiske Lambik al vroeg en het ontbijt is ook alweer erg gezond, Lambik wil het hotel verlaten en dan geeft tante Sidonia hem zijn portemonnee. Ze vertelt dat een hotelbediende hem heeft gevonden op straat, al het geld zit er nog in.
Jerom en professor Barabas zijn met Vitamitje aangekomen, het wagentje is helemaal aangepast voor de race. Dan krijgt Lambik in de Thermale baden zijn kuur en de pers wordt door een modderbad besmeurt. De veenturf wordt hard en Lambik valt met het blok van de trap, Jerom kan hem bevrijden en dan volgt een ronde in de fitnesszaal. Een man ziet dat de truc met het cement in het veenturf is mislukt en als Lambik op een hometrainer zit blijkt de fiets niet vast te zitten. De vrienden gaan naar Francorchamps en Vitamitje krijgt veel eten mee voor onderweg. Professor Barabas is scheidsrechter en zal met Jack het parcours en het reglement bekijken, maar de onderhandelingsronde is niet gemakkelijk. Suske en Wiske krijgen airmobiles en kunnen zo vanuit de lucht de race volgen, als er onregelmatigheden gebeuren moeten ze dit doorgeven aan Jerom en tante Sidonia. Lambik haalt ’s nachts stiekem eten uit de voorraad van Vitamitje, de volgende dag verschijnen Lambik en John aan de start. De speedmobile is erg vervuilend en Vitamitje rijdt op groente, het eerste controlepunt is de Botrange in de Hoge Venen. John gaat door het bos van Hatrai en Lambik volgt zijn bodyguards. Suske en Wiske willen de bodyguards tegenhouden, maar Lambik komt in de rivier terecht. Vitamitje blijft drijven en John komt als eerste bij het eerste controlepunt aan. Het tweede controlepunt is op een apeneiland in het safaripark “Monde Sauvage” in Aywaille.Lambik valt van de watervallen van Coo en komt in een stoeltjeslift terecht. Hij valt er uit en komt in een bobslee, na de harde landing komt hij opnieuw in Vitamitje terecht en drijft verder de rivier af. Suske en Wiske vliegen mee en zien dat Lambik de schroefmotor van Vitamitje heeft aangezet.
John komt vast te zitten in een moeras en seint zijn bodyguards, maar een helikoptertje met flaporen volgt hen, het is een apparaatje van professor Barabas. De bodyguards raken het zendertje kwijt en Lambik komt bij het eerste controlepunt en Suske en Wiske dwingen Jack terug te gaan om te stempelen. Lambik haalt John in en wordt dan omver gereden door zijn bodyguards. Suske en Wiske komen te hulp en tante Sidonia en Jerom vinden het helikoptertje van professor Barabas. De vliegende camera vindt de bodyguards en houdt John goed in de gaten, John maakt de banden van Vitamitje stuk en Lambik slaat over de kop. Suske en Wiske schieten rubberballetjes die reageren op licht, ze ontplooien tot vleermuizen die de koplampen van de speedmobiel bedekken en John knalt tegen een boom. Lambik plakt de band en wil een kippenboutje eten, maar een gemaskerde dwingt hem het eten af te geven. Lambik krijgt nog ontbijtkoeken en heeft honger, Suske wekt Lambik de volgende ochtend met een magic box. Lambik ontmoet Pete Peace, hij hoort dat de vader van John geldgebrek heeft en zijn zoon laat sponsoren om met dit geld zijn wapenfabriek te redden. Suske, Wiske en Lambik willen helpen en John schiet dan het helikoptertje kapot als hij hoort dat zijn gecamoufleerde tank niet aan de regels voldoet. Professor Barabas is op het apeneiland en kan de race niet meer volgen, een bodyguard van John schiet op Suske en Wiske maar wordt verslagen. De kinderen vinden dat het veel te ver gaat nu de tegenstanders vlammenwerpers gebruiken en ze vliegen snel achter Lambik aan. John schiet een projectiel op Vitamitje af, maar raakt de auto van Jerom en tante Sidonia. Jerom vervangt de band en Lambik moet even pauzeren omdat Vitamitje diarree heeft door pruimen.
John komt als eerste in het safaripark aan, maar tante Sidonia heeft het bordje met de richting van de apeneilanden aangepast. Jerom en tante Sidonia halen professor Barabas tussen de apen vandaan en Lambik komt dan ook in het safaripark. De bodyguards laten dan beren los en Lambik komt in het water terecht. Samen met John zwemt hij zo snel mogelijk naar het apeneiland. De bodyguards worden door Jerom opgehaald en professor Barabas vertelt dat de race alleen doorgaat als iedereen de regels respecteert. Lambik ontdekt dat tante Sidonia de frietovervaller was, ze vertelt dat hij agressief wordt van vlees en ze het alleen voor zijn eigen bestwil deed. Lambik vertrekt boos en komt de volgende dag met enorm veel vlees aangereden. De auto van John is aangepast, de raketten en kanonnen zijn verwijderd. Professor Barabas en Jack volgen de wedstrijd nu vanuit de lucht en Suske en Wiske rijden met tante Sidonia mee. John boort zich een weg onder een rotsblok door en Vitamitje rijdt eroverheen. Dan verongelukt John op de spoorlijn en een trein komt aangereden, Lambik besluit hem te redden en John vraagt vergiffenis. Dan komt de vader van John, hij wil de race afmaken in plaats van zijn “zwakke” zoon. Lambik volgt de oude man en schopt zijn pistool uit handen, ze komen beide in een ven terecht en de vredesactivist komt met agenten aangerend. Speed senior wordt gearresteerd en ook John wordt uitgeleverd, Lambik gaat dan eindelijk een patatje halen bij een frituur.

## Achtergronden bij het verhaal
- Er zitten veel bekenden in het publiek bij de race, zoals Sus Antigoon, Willy Vandersteen en Paul Geerts.
- Op het titelblad staat vermeld 'scenario en tekeningen: Paul Geerts', hoewel Marc Verhaegen het scenario en de tekeningen verzorgde. Ten tijde van het verschijnen was Paul Geerts de officiële tekenaar van Suske en Wiske.